# Mantitheus acuminatus
Mantitheus acuminatus is een keversoort uit de familie Vesperidae. De wetenschappelijke naam van de soort werd in 1946 gepubliceerd door Maurice Pic.